# Rautter (Adelsgeschlecht)

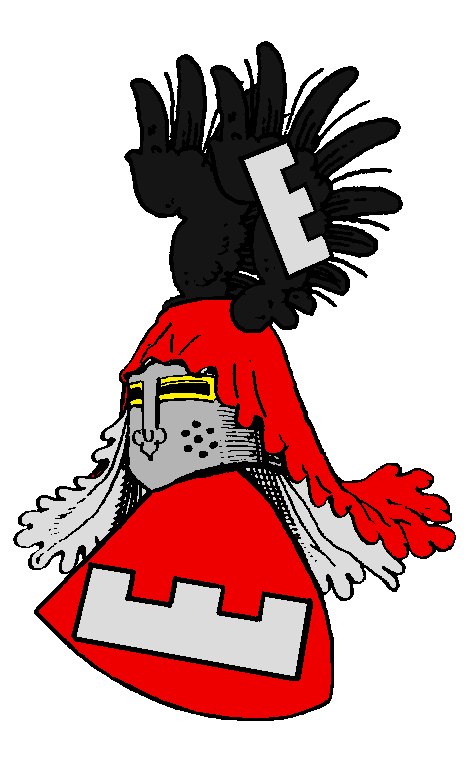
Wappen derer von Rautter

Rautter, historisch auch Rauter oder Rautern, ist der Name eines preußischen im Mannesstamm erloschenen Adelsgeschlechts.

## Geschichte

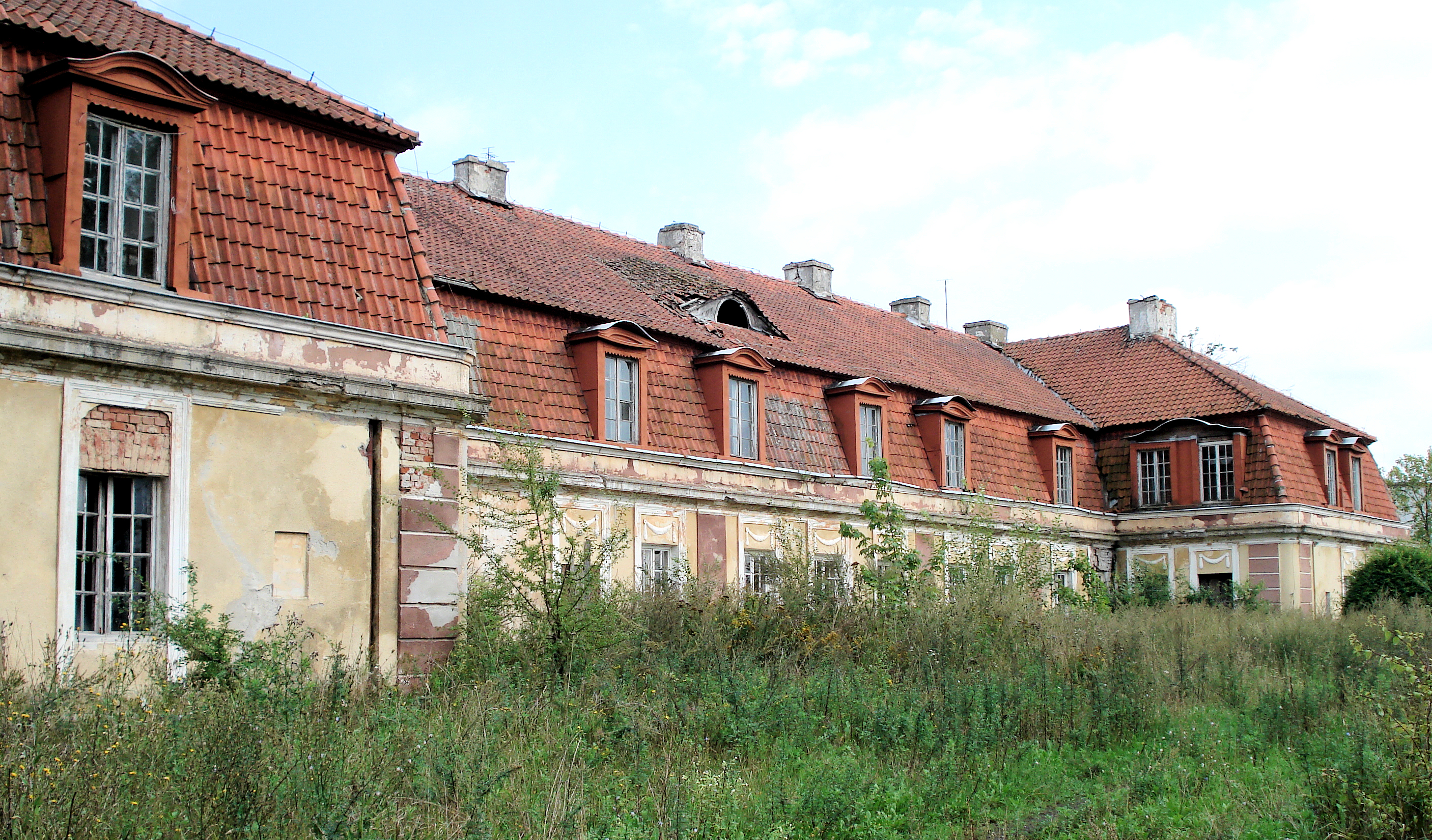
Herrenhaus Willkamm (2006)

Die Rautter waren ein ostpreußisches Geschlecht, welches wohl aus Österreich mit dem Orden nach Preußen gelangt ist. Die Stammreihe beginnt mit Niclaus Rewter, urkundlich genannt 1454–1487, Söldnerhauptmann des deutschen Ordens und 1464 Hauptmann zu Gerdauen (russisch Schelesnodoroschny). Er wurde am 16. Dezember 1474 vom Hochmeister Heinrich Reffle von Richtenberg mit dem Erbgut Willkamm belehnt.
Die Familie stellt in der Folgezeit zahlreiche Hauptmänner im Herzogtum Preußen, auch brachte sie einige preußische und polnisch-litauische Offiziere hervor.
Die Hauptlinie Willkamm (polnisch Wielewo) ist im Jahre 1759 erloschen, jedoch erhielten die Kinder des kurbrandenburgischen Oberstleutnant Ernst Ludwig von Rautter (1684–1738) aus dessen Verbindung mit der Berlinerin Katharina Fehrmann vom König am 6. Februar 1737 die preußische Adelslegitimation. 
Die Hauptlinie Mehleden ist mit Samuel Christoph Gottlieb von Rautter (1735–1792), und mit ihm das Gesamtgeschlecht, erloschen. Er stiftete 1791 den Fideikommiss Mehleden.
Die 1737 legitimierte Linie Willkamm fand mit dem in den Befreiungskriegen gefallenen preußischen Kapitän Gustav Ludwig Johann von Rautter (1788–1814) ihren Ausgang im Mannesstamm. Seine jüngere Tochter Auguste von Rautter (1813–1855), Erbin von Willkamm vermählte sich 1833 mit dem preußischen Sekondeleutnant im 5. Kürassier-Regiment Otto Bernhard von Pressentin (1788–1855). Für diesen erging am 8. Mai 1833 die preußische Namen- und Wappenvereinigung mit denen von Rautter hinzu, von Pressentin genannt Rautter a.d.H. Willkam.
Sein Enkel Christoph von Pressentin genannt Rautter a.d.H. Willkam (1858–1943), wurde von Kaiser Wilhelm II. zum Kammerherrn ernannt und 1913 im Zuge der Gedenkfeiern der 100 Jahre zurückliegenden Befreiungskriege mit dem Namen Graf v. Rautter-Willkamm in den Grafenstand erhoben. Der Grafentitel wird patrilinear vererbt.

## Wappen

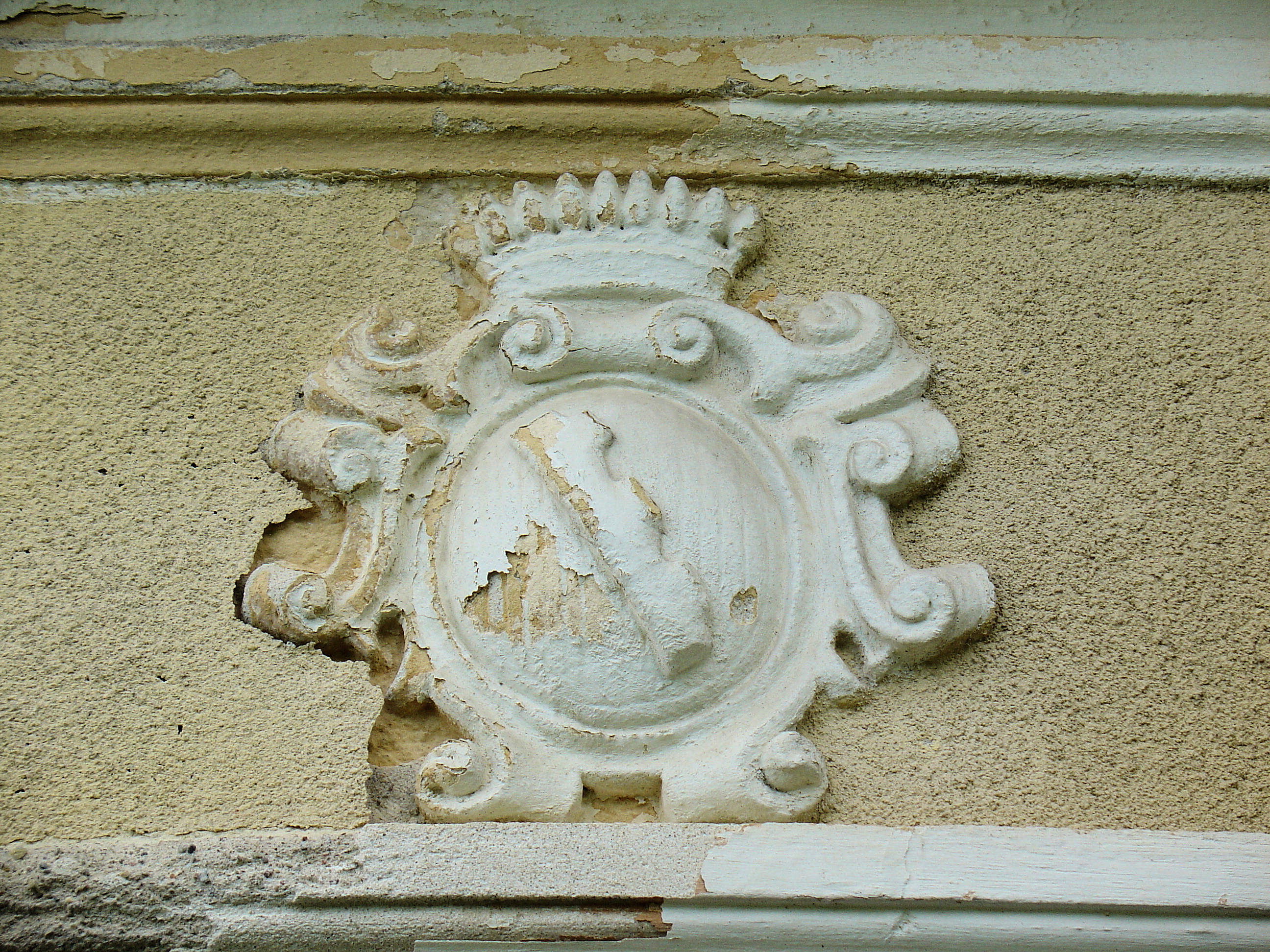
Stuckwappen Rautter am Herrenhaus Willkamm (2006)

Das Stammwappen zeigt in Rot ein freischwebender, oben dreizinniger silberner Schrägrechtsbalken (auch als Baumast mit drei kleinen aufwärts gekehrten Stümpfen gedeutet). Auf dem Helm mit rot-silbernen Decken ein geschlossener, vorn mit dem Schildbild belegter, schwarzer Flug.

## Persönlichkeiten
- Luise Katharina von Rautter (1650–1703), ostpreußische Gutsbesitzerin und Wasserbau-Unternehmerin
- Ludwig von Rautter (1663–1717), preußischer Hofrichter,[6] Präsident des samländischen Konsistoriums
- Carl Friedrich von Rautter (1698–1758), preußischer Generalmajor und Chef des Infanterie-Regiments Nr. 4